# عبدالعزیز السلیمی
عبدالعزیز السلیمی (عربی: عبدالعزيز السليمي؛ زادهٔ ۱۹ سپتامبر ۱۹۹۱) بازیکن فوتبال اهل کویت است.
از باشگاه‌هایی که در آن بازی کرده‌است می‌توان به باشگاه ورزشی العربی کویت اشاره کرد.
وی همچنین در تیم‌های ملی فوتبال کویت بازی کرده‌است.